# Фапс
Фапс (Phaps) — рід голубових, що містить 3 види. тимологыя: грец. φάψ (phaps) — дикий голуб.
Рід тісно пов'язаний з родами Chalcophaps і Henicophaps. Мешкають в багатьох частинах Австралії і Тасманії.

## Морфологія
Найбільшим представником роду є Phaps chalcoptera, який досягає довжини тіла від 33 до 35 сантиметрів і важить 300 грамів. Характеристикою трьох видів є мала голова відносно до розмірів тіла. Всі види мають чорно-білий малюнок голови.

## Поведінка
Всі три види залишаються майже виключно на землі. Поживою є насіння, ягоди і невеликі безхребетні.